# Zvonimir Doroghy
Zvonimir Doroghy (Srijemska Mitrovica, 13. rujna 1884. – Zagreb, 3. srpnja 1965.), hrvatski klasični filolog, prevoditelj, nacionalni preporoditelj i kulturni djelatnik.

## Životopis
Doroghy se rodio u Srijemskoj Mitrovici, Kraljevina Hrvatska i Slavonija. Pohađao je gimnaziju u Vinkovcima i Zagrebu gdje je maturirao u Klasičnoj gimnaziji 1902. godine. Studirao je na Sveučilištu u Zagrebu klasičnu filologiju 1902. – 1906., a profesorski ispit položio je 1907. godine. Prvu profesorsku službu obavljao je 1906. – 1915. u poznatoj Hrvatskoj gimnaziji (Carska i kraljevska velika državna gimnazija) u Pazinu, gdje je predavao latinski i grčki jezik.
U Pazinu je bio i tajnikom Hrvatske čitaonice te sudjelovao u hrvatskome narodnom preporodu u Istri. Od 1916. do 1942. radio je u Klasičnoj gimnaziji u Zagrebu. Surađivao je u Našoj slogi i pisao je članke o grčkoj i rimskoj povijesti i književnosti, o starijoj hrvatskoj povijesti i o hrvatskom preporodu u Istri. Prevodio je s francuskoga, slovenskog i latinskog, a autor je poznate zbirke latinskih izreka i sentenci Blago latinskog jezika - - Thesaurus linguae latinae: citati, sentencije, poslovice, krilatice, uzrečice,varia, anacreontica, curiosa  (izdanje Matice hrvatske Zagreb 1966.; pretisak, Liber, Zagreb 1986.). Preveo je Annales (Anali) Kornelija Tacita, u Nakladi Braće Kralj 1923-, na hrvatski je s francuskog preveo roman Emila Zole Son exellence Eugene Rougon (Njegova ekselencija Eugene Rougon), u Nakladi Zaklade tiskare Narodnih novina, 1924., preveo je Transhimalaja : moji doživljaji u Tibetu Svena Hedina, u Nakladi Zaklade tiskare Narodnih novina, 1926., preveo je s engleskog na hrvatski Prvo putovanje na Kongo Henryja Mortona M. Stanleya, u Nakladi Zaklade tiskare Narodnih novina, 1928. (novi prijevod Prvo putovanje do rijeke Konga objavila Stvarnost, Zagreb, 1965.), priredio je latinsko-hrvatski rječnik, u izdanju Naklada knjižare St. Kugli, [1941?], s Mirkom Horvatinom napisao latinsku vježbenicu za prvi razred klasičnih gimnazija i peti razred realnih gimnazija (prijevod napisao preveo Ivan Lörik u izdanju knjižare A. Ćelap 1940.), priredio Izbor iz djela Kornelija Nepota, u izdanju Nakladnog odjela Hrvatske državne tiskare, 1941.
Umro je u Zagrebu. Pokopan je na zagrebačkom groblju Mirogoj.